# The Guitar (The Lion Sleeps Tonight)
The Guitar (The Lion Sleeps Tonight) é o nono EP da banda They Might Be Giants, lançado em 1992.

## Faixas
1. "The Guitar" (Williamsburgh Mix) - 4:12
2. "The Guitar" (Outer Planet Mix) - 6:38
3. "Welcome to the Jungle" - 2:26
4. "I Blame You" - 1:51
5. "Moving to the Sun" - 2:14
6. "The Guitar" (Even Further Outer Planet Mix) - 6:38